# Dönningen
Dönningen (luxemburgisch Diänjenⓘ, französisch Doennange) ist eine Ortschaft in der Gemeinde Wintger, Kanton Clerf im Großherzogtum Luxemburg.

## Lage
Dönningen liegt im Ösling, Nachbarorte sind im Osten Deiffelt, im Westen Lullingen und im Norden Stockem. Durch den Ort verläuft die CR 332.

## Allgemeines
Dönningen ist ein ländlich geprägter Ort und wird von Feldern und Wiesen umgeben. In der Ortsmitte steht die Kirche St. Johannes der Täufer, die 1718 im Stil des Barock erbaut wurde. Bis zur Gemeindefusion zum 1. Januar 1977 gehörte das Dorf zur Gemeinde Bögen.